# Сугихара, Тиунэ
Тиунэ Сугихара (яп. 杉原千畝 Сугихара Тиунэ, 1 января 1900 года — 31 июля 1986 года) — японский дипломат, представлявший Японскую империю в Литве. Помог более чем шести тысячам польских и литовских евреев, бежавших от преследования нацистов, покинуть страну, выдавая без приказа из Токио транзитные японские визы, по которым был возможен выезд на Дальний Восток через территорию СССР. За вклад в спасение евреев от нацистов был отмечен званием «Праведник народов мира».
При общении с русскими в Харбине Сугихара использовал имя «Сергей Павлович».
Сугихара — один из самых известных японцев в мире и почитается как местночтимый святой в Японской православной церкви, в лике праведных.

## Биография
Родился в 1900 году в семье Ёсимидзу и Яцу Сугихара. Отец хотел, чтобы сын стал врачом, но Тиунэ отказался от этого, намеренно провалив экзамены на медицинский факультет.
В 1918 году поступил в Университет Васэда, где изучал английскую литературу. Однако завершить учёбу он не смог из-за недостатка средств. В 1919 прошёл экзамен на стипендию министерства иностранных дел. Сугихара был отправлен в Харбин, в то время центр русской эмиграции, для изучения русского языка.
В 1924 году начал работу в японском посольстве в Харбине. Там Тиунэ знакомится с православием и оно настолько поражает его, что он принимает крещение с именем Сергий. В 1924 году женился на Клавдии Семёновне Аполлоновой (1901—после 1975, Австралия). Они развелись в 1935 году. После окончания учёбы Сугихара работал в МИДе Японии, а затем в МИДе Маньчжоу-го, достигнув поста заместителя министра иностранных дел. Вёл переговоры с СССР о покупке КВЖД японцами.
В 1936 году женился на Юкико Кикути, которая родила ему троих детей. Под влиянием мужа Юкико тоже принимает православие. В 1938 году работал в японском посольстве в Хельсинки.
В марте 1939 года Сугихара был назначен вице-консулом в Каунасе, который тогда был столицей Литвы, где он стал первым японским дипломатом.

### Спасение евреев

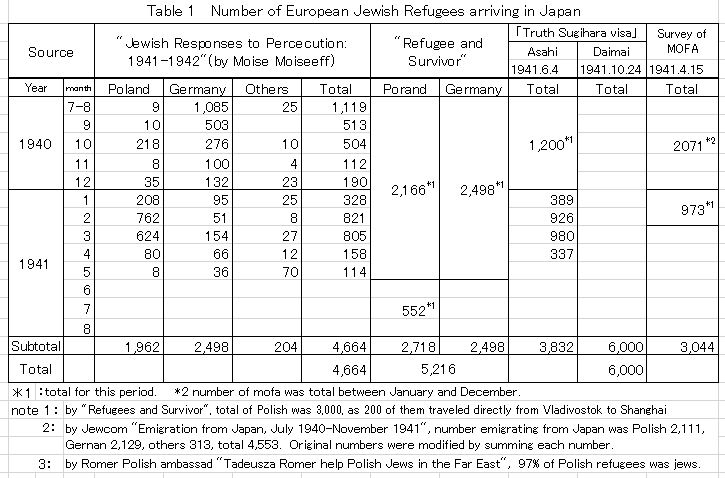
Количество еврейских беженцев, прибывших в Японию в течение 1940—1941 гг. и спасшихся благодаря полученным от Сугихара визам

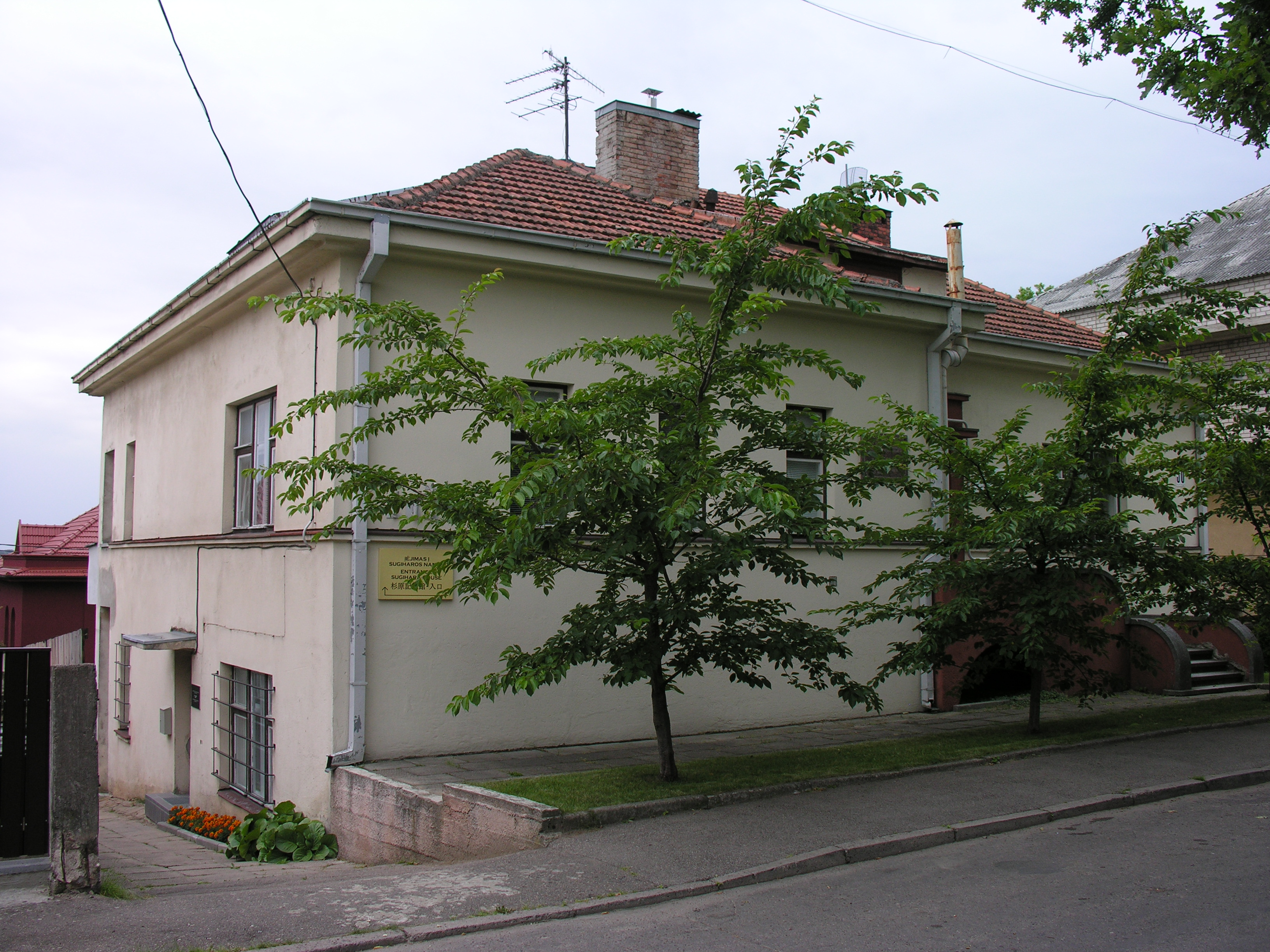
Здание бывшего японского консульства в Каунасе. 2009

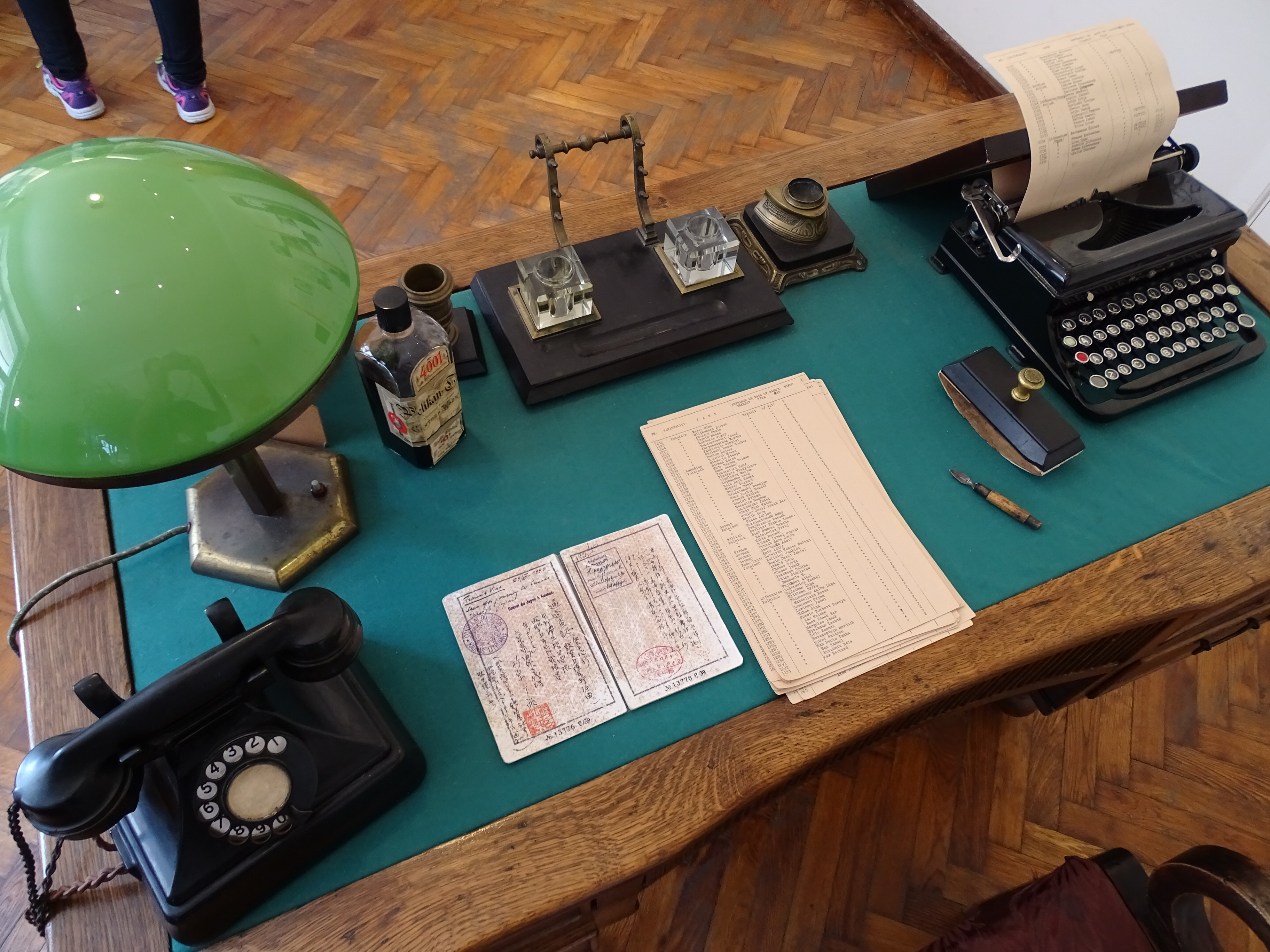
Воссозданный рабочий стол Тиунэ Сугихары в доме-музее его имени в Каунасе, Литва. 2016

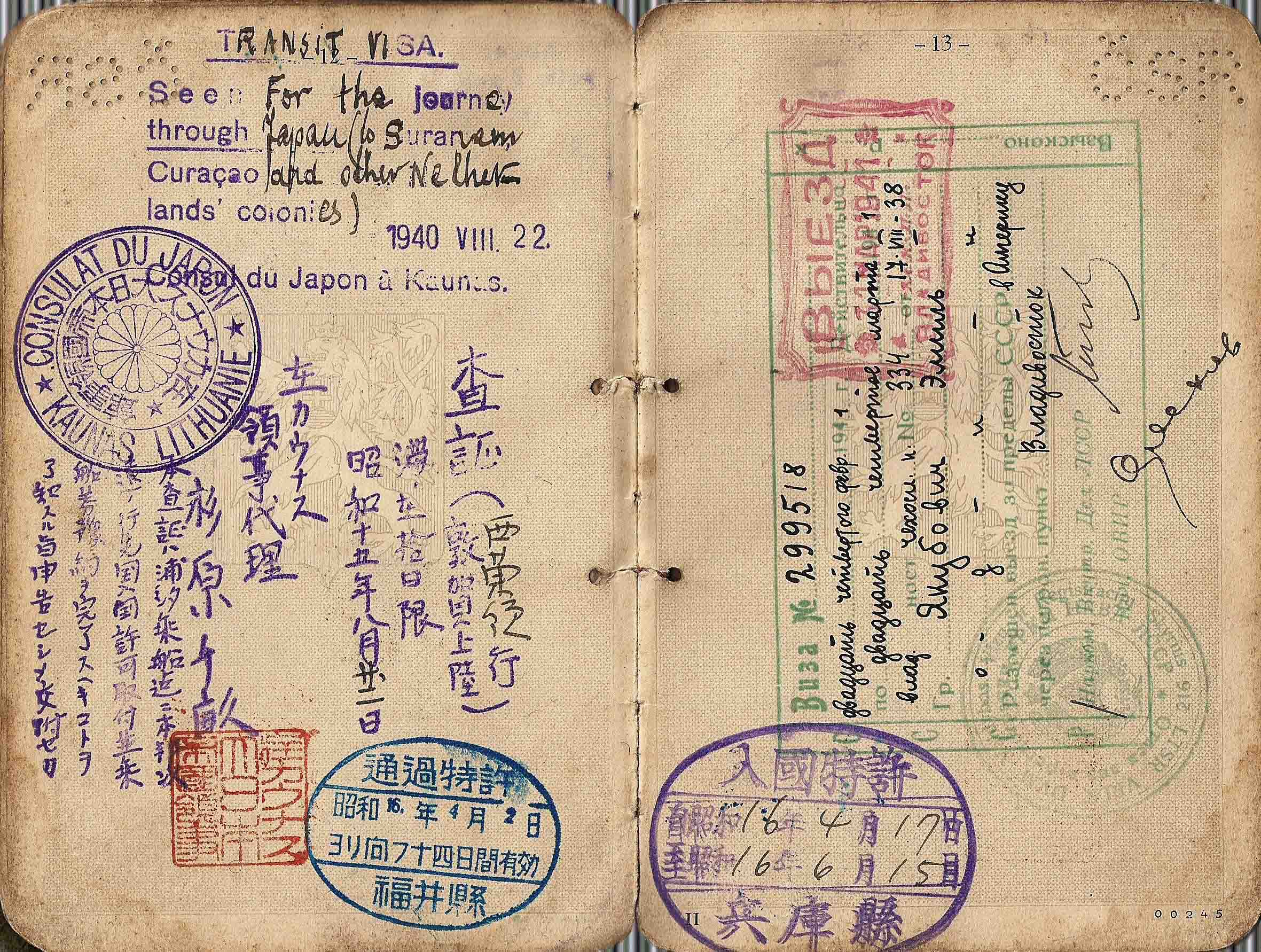
Транзитная виза, выданная консулом Сугихара в Литве в 1940 году гражданину Чехословакии еврейской национальности, бежавшему из страны в Польшу и затем в 1939 году в Литву. Данная виза позволяла следовать через территории СССР и Японии в Суринам, Кюрасао и другие колониальные владения Нидерландов. 1940

После нападения Германии на Польшу 1 сентября 1939 года и начала Второй мировой войны в Литву от немцев бежало множество евреев. Большинство из них отчаянно пыталось уехать дальше от надвигающейся войны, но большая часть Европы уже была оккупирована нацистами, а большинство остальных стран запретили въезд еврейских беженцев.
Несколькими людьми была выработана следующая схема спасения евреев. Хотя Голландия уже была оккупирована, колонии ещё оставались под властью королевы Нидерландов. Голландский бизнесмен (торговавший электротоварами компании Philips), консул Нидерландов в Литве с 1939 года Ян Звартендейк (в некоторых источниках ошибочно Цвартендийк) выдавал евреям свидетельства о том, что для въезда в голландскую колонию Кюрасао въездная виза не требуется, которые служили неким заменителем визы. Советские дипломаты согласились пропускать людей с такими псевдовизами через СССР, но только при условии, что они получат и японскую транзитную визу, так как на Дальнем Востоке они могли выехать из СССР только через Японию. Японские транзитные визы выдавал Тиунэ Сугихара.
С началом Второй мировой войны в Литву хлынул поток еврейских беженцев из Польши. Они надеялись двинуться дальше — в Палестину и США. 26 мая 1940 года наркому путей сообщения Лазарю Кагановичу было передано обращение литовского правительства в НКИД с просьбой разрешить транзит из Вильно в Палестину около пяти тысяч евреев. Однако для переезда в Палестину требовалось согласие Великобритании, поэтому вскоре основным стал дальневосточный маршрут через СССР на Японию и далее в Китай или США.
В июне 1940 года Литва была оккупирована СССР. В июле 1940 года от иностранных дипломатов потребовали покинуть страну. Сугихара, владевший русским языком, сумел договориться с новой властью о месячной отсрочке распоряжения — для завершения дел. Получив указания японского МИД выдавать визы только тем, кто соответствовал формальным критериям и располагал необходимой суммой денег, Сугихара пренебрёг этими указаниями и выдал гораздо большее количество виз.
С 31 июля по 28 августа 1940 года Сугихара занимался только тем, что выдавал визы беженцам. Вскоре у него закончились бланки для виз, и он продолжал выписывать визы от руки с помощью своей жены. На написание виз он тратил всё своё время, работая по 18—20 часов в сутки. Всего он выписал, по некоторым оценкам, 2139 виз. Учитывая, что виза выдавалась на семью, можно считать, что благодаря ему уехало около 6 тысяч человек. Как подсчитали в наши дни, общее число детей, внуков и правнуков беженцев, спасённых дипломатами Японии и Голландии и провезённых транзитом через СССР, превысило 50 тысяч.
Когда Тиунэ и Юкико освободили особняк, закрыв консульство, они ещё три дня снимали номер в гостинице и продолжали проставлять визы. Даже сидя в купе поезда на Берлин, все последние минуты он выписывал визы. А когда поезд тронулся, дипломат протянул консульский штамп через окно оставшимся беженцам — и они продолжили процедуру без него, подделывая подпись. На японской границе «сработали» не менее 400 виз с поддельными подписями.
Получившие визы беженцы пересекали советскую границу и ехали через СССР во Владивосток, где садились на японские пароходы и отправлялись в Японию. Большинство из них было отправлено японцами в Шанхай, где они благополучно пережили войну. Часть выехала в другие страны тихоокеанского региона или осталась в Японии.
В Каунасском музее Сугихары, в двухэтажном особняке бывшего японского консульства, экспонируется невиданный в мировой дипломатии документ: правую его половину занимает разъяснение о ненужности визы для въезда на остров Кюрасао за подписью Звартендейка, а на левой половине — транзитная японская виза за подписью Сугихары. Ещё в углу проставлены штампы МИДа Литовской ССР и НКВД СССР (к тому времени Литва уже стала союзной республикой).

### Дальнейшая жизнь
После отбытия из Литвы Сугихара работал консулом в Праге, а в 1941 году консулом в Кёнигсберге. Затем он работал в Румынии. После занятия советскими войсками Бухареста в 1945 году Сугихара был интернирован в СССР. В конце 1946 года ему разрешили выехать в Японию, но во Владивостоке его задержали ещё на несколько месяцев, и он вернулся в Японию весной 1947 года, вместе со своей семьёй. В это время МИД оккупированной американцами Японии был радикально сокращён, и Сугихара был уволен с дипломатической службы.
Сугихара работал в торговой компании. В 1960—1975 он жил в СССР, работая представителем японской компании, проживая при этом в гостинице «Украина». В этот период он изменил своё имя на Сэмпо Сугивара, чтобы в нём не узнали бывшего заместителя министра иностранных дел Маньчжоу-го.
В 1968 году Сугихару нашёл один из спасённых им евреев, израильский дипломат Йошуа Нишри.

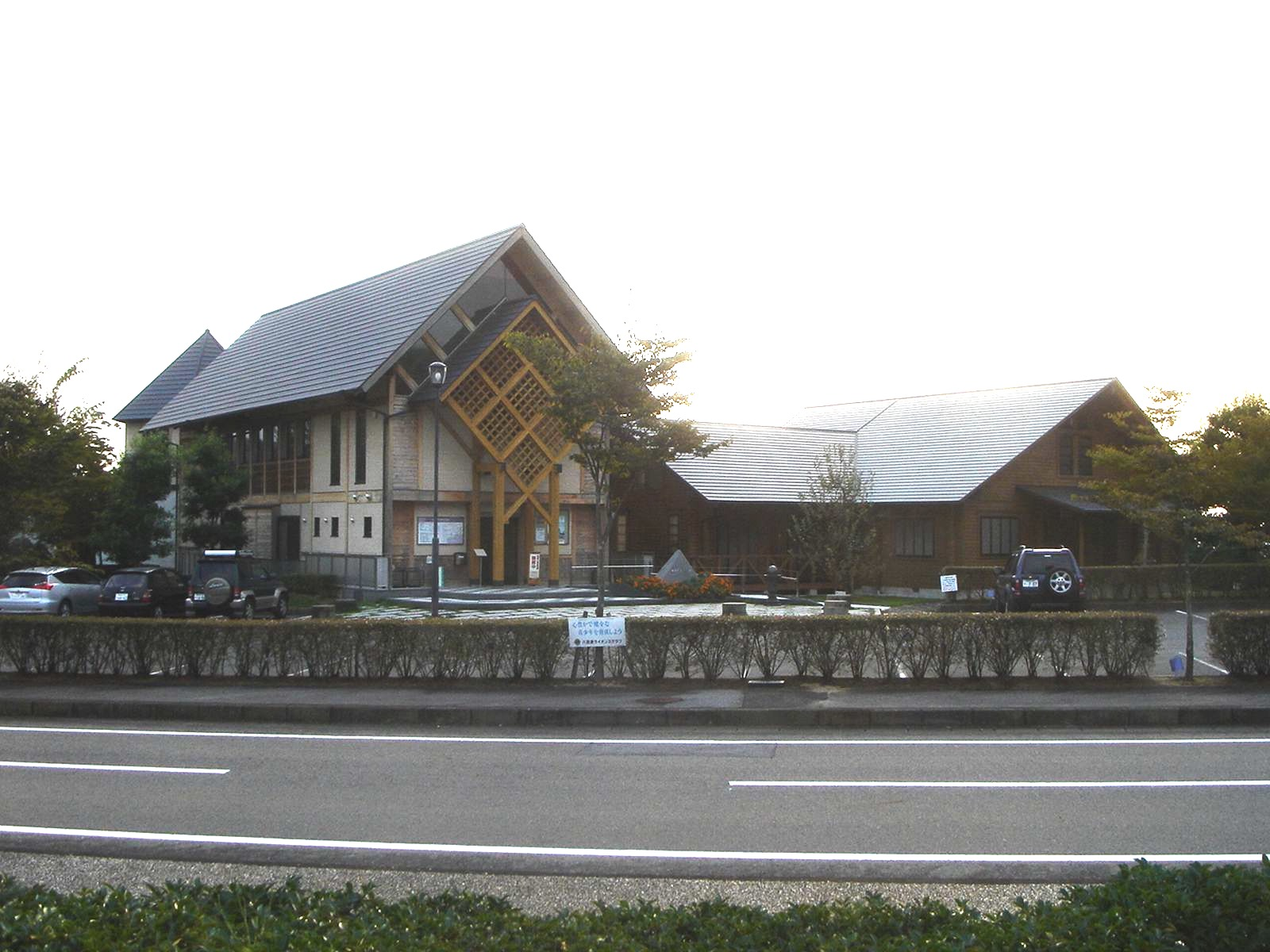
Мемориальный музей Тиунэ Сугихары, расположенный в небольшом провинциальном городке Яоцу в префектуре Гифу центральной части Японии. В 1994 году местный муниципалитет создал парк «Холм человечности», а в 2000 году открыл мемориальный музей в честь своего выдающегося уроженца. 2008

В 1985 году Сугихаре было присвоено почётное звание Праведника народов мира. По состоянию здоровья он сам уже не смог присутствовать на почётной церемонии — за него награду приняли жена и сын. Сугихара и члены его семьи также получили постоянное гражданство Израиля.
В этом же году, через 45 лет после тех событий, отвечая на вопрос о мотивах выдачи виз евреям, Сугихара назвал две причины: во-первых, беженцы — тоже люди, а во-вторых — они просто нуждались в помощи. В том же году, общаясь с одним из гостей, посетивших его дом рядом с Токийским заливом, он сказал:

Вы хотите услышать мою мотивацию, не так ли? Это как чувства, которые испытал бы каждый, встретив лицом к лицу беженца, умоляющего со слезами на глазах. И, кроме сочувствия, ничего не остаётся. Среди них были старики и женщины. Доведённые до отчаяния, они целовали мою обувь. Да, я действительно наблюдал такие сцены собственными глазами. В то же самое время я чувствовал, что японское правительство в Токио не имеет единой позиции. Некоторые военачальники были просто напуганы давлением нацистов, в то время как служащие министерства внутренних дел противоречили друг другу.
Люди в Токио не были едины. Я чувствовал себя глупо, общаясь с ними. Поэтому решил не дожидаться ответа. Я знал, что в будущем кто-нибудь обязательно на меня подаст жалобу, но был уверен, что поступаю правильно. В спасении многих жизней ничего неправильного нет. Дух человечности, благотворительности… соседской дружбы, ведомый этими чувствами, я решился на то, что я делал, противостоя этой очень трудной ситуации — именно в этих чувствах кроется причина, по которой я продолжал начатое с удвоенной отвагой.

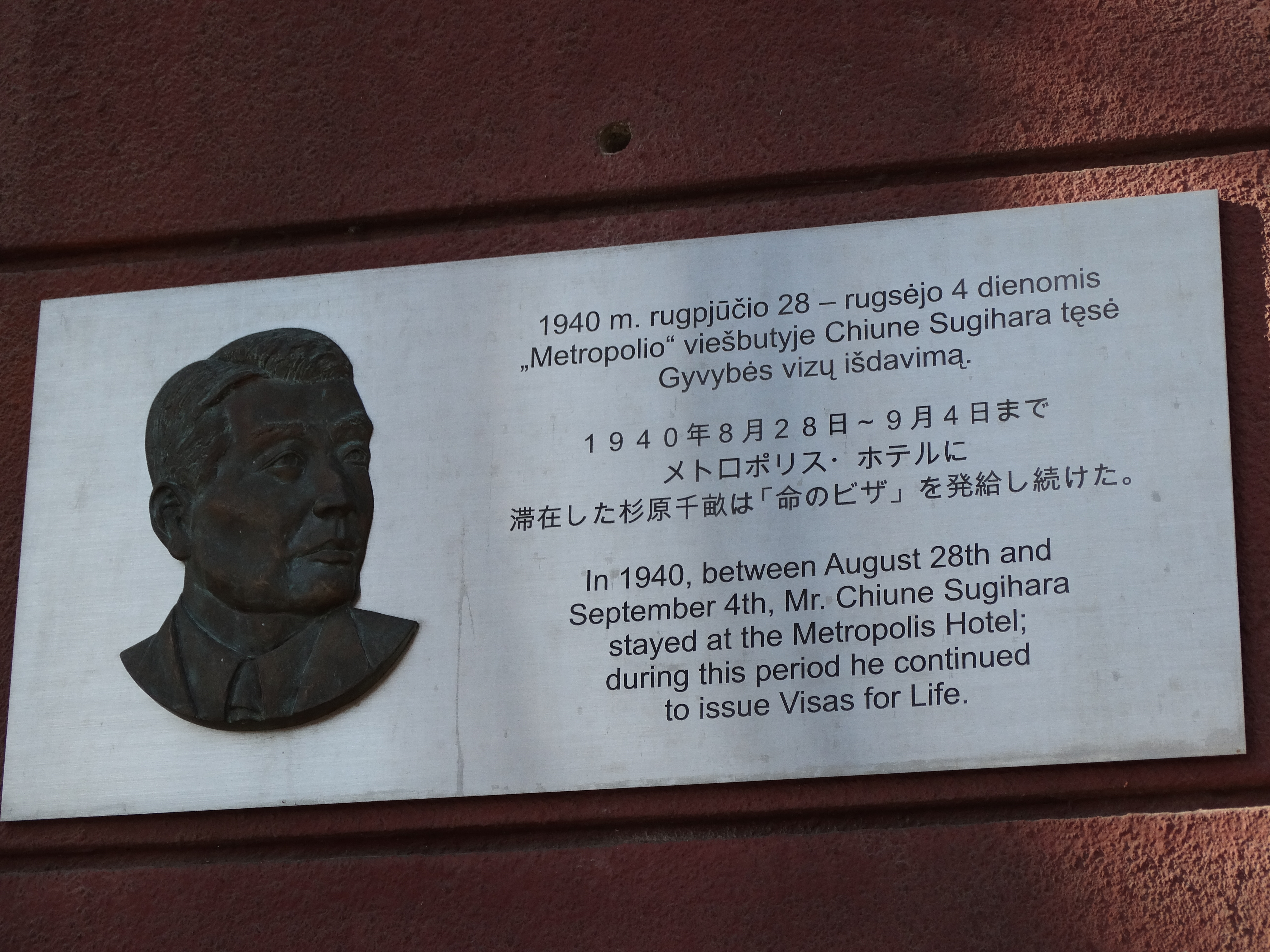
Мемориальная доска Сугихары Тиуне

Когда его спросили, стоило ли рисковать карьерой, спасая других людей, он процитировал древнее выражение самураев: «Даже охотник не станет убивать птицу, просящую у него защиты».
Юкико-Мария Сугихара писала: «Он сказал мне, если он повернется спиной к тем, кто нуждался в его помощи, он предаст свои убеждения, как христианин».
Сугихара умер 31 июля 1986 года. Несмотря на публичную огласку его действий Израилем и другими государствами, он долгое время оставался практически неизвестен в своей родной стране. И только на похоронах, где присутствовал посол Израиля в Японии и большая делегация евреев со всего мира, соседи узнали про его подвиг. В настоящее время в архиве МИД Японии в районе Икура в центре Токио расположена постоянная экспозиция, посвящённая Сугихаре и его деятельности.

## Награды
- Командор со звездой ордена Возрождения Польши (2007 год, Польша, посмертно)[5]
- Командор ордена Заслуг перед Республикой Польша (1996 год, Польша, посмертно)[6].
- Крест Спасения погибающих (27 октября 1993 года, Литва, посмертно)[7]

## Память
В 1999 году в память Сугихары в г. Каунасе (Литва) был открыт мемориальный музей, в котором изучается жизнь и деятельность японского дипломата. В музее также представлены имена евреев, которых он спас, выдав им визы для выезда за пределы подконтрольных нацистам территорий.
В 2020 году в Каунасе был открыт памятник Сугихаре.

## Посвящения
- Песня «Путь самурая» автора-исполнителя Нателлы Болтянской[9][10].
- Клип «Святой Самурай». Текст Арье Юдасин, Музыка и исполнение — Меир Левин[11].
- Фильм Persona Non Grata[англ.] режиссёра Селлина Глюк (2015)[12]